# Eleições legislativas portuguesas de 2019 no distrito de Coimbra
| Eleições legislativas portuguesas de 2019 Distritos: Aveiro \| Beja \| Braga \| Bragança \| Castelo Branco \| Coimbra \| Évora \| Faro \| Guarda \| Leiria \| Lisboa \| Portalegre \| Porto \| Santarém \| Setúbal \| Viana do Castelo \| Vila Real \| Viseu \| Açores \| Madeira \| Estrangeiro |

## Resultados por concelho
Os resultados nos concelhos do Distrito de Coimbra foram os seguintes:

### Arganil
| Partido                 | Partido                              | Votos  | %               | +/-  |
| ----------------------- | ------------------------------------ | ------ | --------------- | ---- |
|                         | Partido Socialista                   | 2 445  | 42,63 / 100,00  | 8,88 |
|                         | Partido Social Democrata             | 1 779  | 31,01 / 100,00  | -    |
|                         | Bloco de Esquerda                    | 442    | 7,71 / 100,00   | 1,17 |
|                         | CDU - Coligação Democrática Unitária | 171    | 2,98 / 100,00   | 0,30 |
|                         | CDS – Partido Popular                | 155    | 2,70 / 100,00   | -    |
|                         | Pessoas–Animais–Natureza             | 137    | 2,39 / 100,00   | 1,86 |
|                         | Aliança                              | 69     | 1,20 / 100,00   | Novo |
|                         | Outros (com menos de 1,00%)          | 235    | 4,09 / 100,00   |      |
| Votos Inválidos         | Votos Inválidos                      | 303    | 5,29 / 100,00   | 0,31 |
| Total                   | Total                                | 5 736  | 100,00 / 100,00 |      |
| Eleitorado/Participação | Eleitorado/Participação              | 10 175 | 56,37 / 100,00  | 2,50 |

| Freguesia                   | %     | %     | %     | %    | %    | %    | %    | Votantes |
| Freguesia                   | PS    | PSD   | BE    | CDU  | CDS  | PAN  | A    | Votantes |
| --------------------------- | ----- | ----- | ----- | ---- | ---- | ---- | ---- | -------- |
| Arganil                     | 39,05 | 30,13 | 10,40 | 3,48 | 2,69 | 3,17 | 1,00 | 1 895    |
| Benfeita                    | 43,48 | 42,93 | 2,72  | 0,54 | 2,72 | 1,63 | 0,54 | 184      |
| Celavisa                    | 43,81 | 36,19 | 2,86  | 2,86 | 1,90 | 0,95 | 0,95 | 105      |
| Cepos e Teixeira            | 52,42 | 21,77 | 6,45  | 3,23 | 4,84 | 0,81 | 0,81 | 124      |
| Cerdeira e Moura da Serra   | 37,66 | 42,42 | 4,33  | 3,46 | 1,73 | 2,16 | 3,46 | 231      |
| Coja e Barril de Alva       | 53,43 | 22,12 | 6,98  | 2,56 | 1,98 | 2,79 | 1,16 | 859      |
| Folques                     | 60,00 | 19,39 | 7,27  | 2,42 | 1,82 | 1,21 | 0,61 | 165      |
| Piódão                      | 32,31 | 40,00 | 4,62  | 6,15 | 6,15 | 3,08 | 1,54 | 65       |
| Pomares                     | 43,83 | 30,64 | 4,68  | 6,81 | 3,83 | 0,85 | 0    | 235      |
| Pombeiro da Beira           | 39,77 | 33,56 | 4,60  | 3,68 | 2,30 | 1,84 | 4,14 | 435      |
| São Martinho da Cortiça     | 32,31 | 42,37 | 7,99  | 0    | 3,23 | 2,04 | 1,02 | 588      |
| Sarzedo                     | 26,47 | 44,12 | 9,12  | 1,47 | 4,41 | 1,47 | 0,29 | 340      |
| Secarias                    | 59,63 | 16,97 | 8,26  | 5,50 | 1,38 | 0,46 | 0,46 | 218      |
| Vila Cova de Alva e Anceriz | 55,48 | 19,86 | 5,82  | 3,42 | 2,40 | 3,77 | 0,34 | 292      |
| Arganil                     | 42,63 | 31,01 | 7,71  | 2,98 | 2,70 | 2,39 | 1,20 | 5 736    |

### Cantanhede
| Partido                 | Partido                              | Votos  | %               | +/-  |
| ----------------------- | ------------------------------------ | ------ | --------------- | ---- |
|                         | Partido Social Democrata             | 6 367  | 37,72 / 100,00  | -    |
|                         | Partido Socialista                   | 5 547  | 32,86 / 100,00  | 5,78 |
|                         | Bloco de Esquerda                    | 1 443  | 8,55 / 100,00   | 0,81 |
|                         | CDS – Partido Popular                | 712    | 4,22 / 100,00   | -    |
|                         | CDU - Coligação Democrática Unitária | 488    | 2,89 / 100,00   | 1,20 |
|                         | Pessoas–Animais–Natureza             | 380    | 2,25 / 100,00   | 1,30 |
|                         | Outros (com menos de 1,00%)          | 966    | 5,71 / 100,00   |      |
| Votos Inválidos         | Votos Inválidos                      | 976    | 5,78 / 100,00   | 0,92 |
| Total                   | Total                                | 16 879 | 100,00 / 100,00 |      |
| Eleitorado/Participação | Eleitorado/Participação              | 35 316 | 47,79 / 100,00  | 3,30 |

| Freguesia                    | %     | %     | %     | %    | %    | %    | Votantes |
| Freguesia                    | PSD   | PS    | BE    | CDS  | CDU  | PAN  | Votantes |
| ---------------------------- | ----- | ----- | ----- | ---- | ---- | ---- | -------- |
| Ançã                         | 22,06 | 44,46 | 11,86 | 2,72 | 6,94 | 1,76 | 1 138    |
| Cadima                       | 40,55 | 30,58 | 8,62  | 4,05 | 3,15 | 2,02 | 1 334    |
| Cantanhede e Pocariça        | 32,18 | 34,17 | 10,62 | 3,88 | 3,38 | 3,00 | 4 170    |
| Cordinhã                     | 32,25 | 47,33 | 4,58  | 2,67 | 2,67 | 1,15 | 524      |
| Covões e Camarneira          | 57,29 | 20,20 | 5,08  | 6,24 | 1,08 | 1,83 | 1 475    |
| Febres                       | 44,95 | 27,80 | 6,19  | 5,12 | 1,37 | 2,66 | 1 464    |
| Murtede                      | 32,09 | 41,40 | 7,44  | 1,86 | 4,03 | 1,71 | 645      |
| Ourentã                      | 38,36 | 32,22 | 4,79  | 3,94 | 2,23 | 1,54 | 584      |
| Portunhos e Outil            | 24,06 | 43,56 | 10,15 | 4,10 | 5,70 | 2,05 | 877      |
| Sanguinheira                 | 42,72 | 26,20 | 9,35  | 3,70 | 1,85 | 2,17 | 920      |
| São Caetano                  | 55,97 | 19,20 | 7,03  | 5,39 | 1,64 | 0,94 | 427      |
| Sepins e Bolho               | 39,98 | 33,18 | 5,53  | 3,57 | 1,84 | 2,76 | 868      |
| Tocha                        | 35,49 | 34,14 | 10,63 | 5,41 | 2,35 | 1,94 | 1 702    |
| Vilamar e Corticeiro de Cima | 44,74 | 29,29 | 5,73  | 4,39 | 0,93 | 2,26 | 751      |
| Cantanhede                   | 37,72 | 32,86 | 8,55  | 4,22 | 2,89 | 2,25 | 16 879   |

### Coimbra
| Partido                 | Partido                              | Votos   | %               | +/-  |
| ----------------------- | ------------------------------------ | ------- | --------------- | ---- |
|                         | Partido Socialista                   | 26 964  | 36,95 / 100,00  | 0,46 |
|                         | Partido Social Democrata             | 18 061  | 24,75 / 100,00  | -    |
|                         | Bloco de Esquerda                    | 9 365   | 12,83 / 100,00  | 1,80 |
|                         | CDU - Coligação Democrática Unitária | 5 591   | 7,66 / 100,00   | 1,62 |
|                         | CDS – Partido Popular                | 2 906   | 3,98 / 100,00   | -    |
|                         | Pessoas–Animais–Natureza             | 2 097   | 2,87 / 100,00   | 1,76 |
|                         | LIVRE                                | 882     | 1,21 / 100,00   | 0,36 |
|                         | Iniciativa Liberal                   | 839     | 1,15 / 100,00   | Novo |
|                         | Outros (com menos de 1,00%)          | 3 025   | 4,14 / 100,00   |      |
| Votos Inválidos         | Votos Inválidos                      | 3 241   | 4,44 / 100,00   | 0,63 |
| Total                   | Total                                | 72 971  | 100,00 / 100,00 |      |
| Eleitorado/Participação | Eleitorado/Participação              | 127 258 | 57,34 / 100,00  | 2,68 |

| Freguesia                                      | %     | %     | %     | %     | %    | %    | %    | %    | Votantes |
| Freguesia                                      | PS    | PSD   | BE    | CDU   | CDS  | PAN  | L    | IL   | Votantes |
| ---------------------------------------------- | ----- | ----- | ----- | ----- | ---- | ---- | ---- | ---- | -------- |
| Almalaguês                                     | 47,26 | 17,22 | 13,84 | 7,33  | 2,87 | 1,66 | 1,15 | 0,64 | 1 568    |
| Antuzede e Vil de Matos                        | 50,07 | 17,60 | 10,30 | 5,94  | 2,15 | 1,93 | 0,43 | 0,64 | 1 398    |
| Assafarge e Antanhol                           | 36,18 | 25,58 | 13,08 | 6,76  | 3,44 | 3,00 | 0,77 | 1,06 | 2 736    |
| Brasfemes                                      | 44,44 | 17,61 | 12,24 | 7,63  | 2,35 | 4,24 | 1,13 | 1,41 | 1 062    |
| Ceira                                          | 43,91 | 21,17 | 10,75 | 8,32  | 2,75 | 2,49 | 0,66 | 0,20 | 1 526    |
| Cernache                                       | 38,67 | 21,76 | 12,40 | 7,98  | 3,99 | 2,61 | 1,00 | 1,24 | 2 105    |
| Eiras e São Paulo de Frades                    | 38,39 | 21,74 | 13,90 | 7,94  | 3,43 | 3,49 | 1,22 | 0,66 | 8 510    |
| Santa Clara e Castelo Viegas                   | 34,56 | 26,51 | 13,82 | 7,01  | 4,14 | 3,11 | 1,15 | 1,33 | 6 106    |
| Santo António dos Olivais                      | 30,78 | 30,59 | 12,66 | 7,59  | 4,97 | 2,82 | 1,55 | 1,66 | 22 661   |
| São João do Campo                              | 51,47 | 13,36 | 9,34  | 12,16 | 2,28 | 1,74 | 0,98 | 0,33 | 921      |
| São Martinho de Árvore e Lamarosa              | 41,71 | 21,55 | 11,09 | 6,12  | 3,57 | 3,10 | 0,54 | 0,54 | 1 290    |
| São Martinho do Bispo e Ribeira de Frades      | 40,54 | 20,88 | 14,40 | 7,22  | 3,03 | 3,16 | 0,94 | 0,86 | 7 654    |
| São Silvestre                                  | 45,30 | 17,84 | 12,92 | 7,49  | 2,86 | 1,69 | 0,59 | 0,81 | 1 362    |
| Sé Nova, Santa Cruz, Almedina e São Bartolomeu | 30,57 | 28,32 | 13,07 | 8,61  | 5,91 | 3,29 | 1,48 | 1,31 | 6 772    |
| Souselas e Botão                               | 44,80 | 21,26 | 10,22 | 6,64  | 2,02 | 2,02 | 1,39 | 0,45 | 2 230    |
| Taveiro, Ameal e Arzila                        | 47,25 | 14,50 | 11,36 | 8,82  | 3,19 | 2,06 | 0,84 | 1,45 | 2 131    |
| Torres do Mondego                              | 47,74 | 17,30 | 13,22 | 9,69  | 1,54 | 1,90 | 0,72 | 0,36 | 1 104    |
| Trouxemil e Torre de Vilela                    | 48,45 | 18,69 | 10,14 | 7,36  | 2,51 | 2,34 | 0,82 | 0,71 | 1 835    |
| Coimbra                                        | 36,95 | 24,75 | 12,83 | 7,66  | 3,98 | 2,87 | 1,21 | 1,15 | 127 258  |

### Condeixa-a-Nova
| Partido                 | Partido                              | Votos  | %               | +/-  |
| ----------------------- | ------------------------------------ | ------ | --------------- | ---- |
|                         | Partido Socialista                   | 3 125  | 38,53 / 100,00  | 0,84 |
|                         | Partido Social Democrata             | 1 733  | 21,37 / 100,00  | -    |
|                         | Bloco de Esquerda                    | 1 252  | 15,44 / 100,00  | 2,62 |
|                         | CDU - Coligação Democrática Unitária | 491    | 6,05 / 100,00   | 1,65 |
|                         | CDS – Partido Popular                | 224    | 2,76 / 100,00   | -    |
|                         | Pessoas–Animais–Natureza             | 214    | 2,64 / 100,00   | 1,61 |
|                         | CHEGA!                               | 128    | 1,58 / 100,00   | Novo |
|                         | Iniciativa Liberal                   | 91     | 1,12 / 100,00   | Novo |
|                         | LIVRE                                | 91     | 1,12 / 100,00   | 0,52 |
|                         | Outros (com menos de 1,00%)          | 256    | 3,15 / 100,00   |      |
| Votos Inválidos         | Votos Inválidos                      | 506    | 6,24 / 100,00   | 1,62 |
| Total                   | Total                                | 8 111  | 100,00 / 100,00 |      |
| Eleitorado/Participação | Eleitorado/Participação              | 14 364 | 56,47 / 100,00  | 3,49 |

| Freguesia                          | %     | %     | %     | %    | %    | %    | %    | %    | %    | Votantes |
| Freguesia                          | PS    | PSD   | BE    | CDU  | CDS  | PAN  | CH   | IL   | L    | Votantes |
| ---------------------------------- | ----- | ----- | ----- | ---- | ---- | ---- | ---- | ---- | ---- | -------- |
| Anobra                             | 54,53 | 9,74  | 13,85 | 7,18 | 1,71 | 2,05 | 0,85 | 0,68 | 1,03 | 585      |
| Condeixa-a-Velha e Condeixa-a-Nova | 34,50 | 21,98 | 16,53 | 6,24 | 3,06 | 3,46 | 1,91 | 1,53 | 1,40 | 3 927    |
| Ega                                | 41,31 | 24,75 | 13,59 | 3,87 | 2,89 | 1,97 | 1,06 | 0,46 | 0,99 | 1 317    |
| Furadouro                          | 39,29 | 28,57 | 8,33  | 3,57 | 4,76 | 0    | 2,38 | 0    | 1,19 | 84       |
| Sebal e Belide                     | 40,22 | 20,24 | 13,77 | 7,02 | 2,43 | 1,75 | 1,82 | 1,28 | 0,88 | 1 482    |
| Vila Seca e Bem da Fé              | 38,27 | 22,14 | 20,64 | 6,00 | 2,06 | 2,06 | 0,38 | 0,19 | 0,38 | 533      |
| Zambujal                           | 40,44 | 24,59 | 12,02 | 7,65 | 2,73 | 1,64 | 1,64 | 0,55 | 0,55 | 183      |
| Condeixa-a-Nova                    | 38,53 | 21,37 | 15,44 | 6,05 | 2,76 | 2,64 | 1,58 | 1,12 | 1,12 | 8 111    |

### Figueira da Foz
| Partido                 | Partido                              | Votos  | %               | +/-  |
| ----------------------- | ------------------------------------ | ------ | --------------- | ---- |
|                         | Partido Socialista                   | 10 852 | 38,76 / 100,00  | 4,67 |
|                         | Partido Social Democrata             | 6 383  | 22,80 / 100,00  | -    |
|                         | Bloco de Esquerda                    | 3 575  | 12,77 / 100,00  | 0,83 |
|                         | CDU - Coligação Democrática Unitária | 1 735  | 6,20 / 100,00   | 1,87 |
|                         | Pessoas–Animais–Natureza             | 839    | 3,00 / 100,00   | 1,65 |
|                         | CDS – Partido Popular                | 796    | 2,84 / 100,00   | -    |
|                         | Aliança                              | 728    | 2,60 / 100,00   | Novo |
|                         | Outros (com menos de 1,00%)          | 1 565  | 5,61 / 100,00   |      |
| Votos Inválidos         | Votos Inválidos                      | 1 526  | 5,45 / 100,00   | 0,87 |
| Total                   | Total                                | 27 999 | 100,00 / 100,00 |      |
| Eleitorado/Participação | Eleitorado/Participação              | 55 542 | 50,41 / 100,00  | 1,59 |

| Freguesia            | %     | %     | %     | %     | %    | %    | %    | Votantes |
| Freguesia            | PS    | PSD   | BE    | CDU   | PAN  | CDS  | A    | Votantes |
| -------------------- | ----- | ----- | ----- | ----- | ---- | ---- | ---- | -------- |
| Alhadas              | 45,74 | 15,97 | 12,30 | 6,15  | 2,84 | 2,58 | 2,22 | 1 935    |
| Alqueidão            | 42,41 | 20,95 | 13,55 | 5,77  | 1,51 | 4,39 | 1,25 | 797      |
| Bom Sucesso          | 42,71 | 26,79 | 8,22  | 4,11  | 0,93 | 2,25 | 1,86 | 754      |
| Buarcos e São Julião | 34,64 | 25,87 | 13,15 | 6,67  | 3,29 | 3,29 | 3,42 | 8 923    |
| Ferreira-a-Nova      | 46,92 | 27,46 | 8,19  | 1,83  | 1,64 | 2,12 | 1,64 | 1 038    |
| Lavos                | 37,44 | 23,97 | 12,21 | 5,96  | 3,10 | 2,81 | 2,29 | 1 744    |
| Maiorca              | 49,46 | 15,37 | 12,01 | 6,47  | 1,34 | 2,69 | 1,18 | 1 191    |
| Marinha das Ondas    | 41,24 | 25,12 | 10,85 | 3,95  | 2,25 | 2,33 | 1,24 | 1 290    |
| Moinhos da Gândara   | 41,84 | 26,95 | 6,03  | 2,66  | 1,95 | 2,66 | 2,84 | 564      |
| Paião                | 39,40 | 29,42 | 10,33 | 2,85  | 2,45 | 3,67 | 2,04 | 1 472    |
| Quiaios              | 42,33 | 19,64 | 11,19 | 4,62  | 3,52 | 1,25 | 2,27 | 1 278    |
| São Pedro            | 43,67 | 17,32 | 15,74 | 5,96  | 4,00 | 1,96 | 2,33 | 1 074    |
| Tavarede             | 34,51 | 21,52 | 15,40 | 6,89  | 4,19 | 2,84 | 2,86 | 4 656    |
| Vila Verde           | 40,22 | 12,70 | 15,43 | 14,96 | 1,95 | 2,26 | 2,81 | 1 283    |
| Figueira da Foz      | 38,76 | 22,80 | 12,77 | 6,20  | 3,00 | 2,84 | 2,60 | 27 999   |

### Góis
| Partido                 | Partido                              | Votos | %               | +/-  |
| ----------------------- | ------------------------------------ | ----- | --------------- | ---- |
|                         | Partido Socialista                   | 884   | 44,07 / 100,00  | 3,99 |
|                         | Partido Social Democrata             | 596   | 29,71 / 100,00  | -    |
|                         | Bloco de Esquerda                    | 183   | 9,12 / 100,00   | 2,83 |
|                         | CDS – Partido Popular                | 44    | 2,19 / 100,00   | -    |
|                         | Pessoas–Animais–Natureza             | 42    | 2,09 / 100,00   | 1,54 |
|                         | CDU - Coligação Democrática Unitária | 38    | 1,89 / 100,00   | 1,07 |
|                         | CHEGA!                               | 20    | 1,00 / 100,00   | Novo |
|                         | Outros (com menos de 1,00%)          | 84    | 4,18 / 100,00   |      |
| Votos Inválidos         | Votos Inválidos                      | 115   | 5,73 / 100,00   | 0,90 |
| Total                   | Total                                | 2 006 | 100,00 / 100,00 |      |
| Eleitorado/Participação | Eleitorado/Participação              | 3 480 | 57,64 / 100,00  | 2,08 |

| Freguesia          | %     | %     | %     | %    | %    | %    | %    | Votantes |
| Freguesia          | PS    | PSD   | BE    | CDS  | PAN  | CDU  | CH   | Votantes |
| ------------------ | ----- | ----- | ----- | ---- | ---- | ---- | ---- | -------- |
| Alvares            | 35,94 | 42,03 | 4,35  | 2,61 | 1,74 | 0,87 | 0,87 | 345      |
| Cadafaz e Colmeal  | 50,79 | 27,78 | 9,52  | 1,59 | 0,79 | 4,76 | 0    | 126      |
| Góis               | 43,67 | 27,69 | 11,15 | 1,98 | 2,84 | 1,51 | 1,23 | 1 058    |
| Vila Nova do Ceira | 49,06 | 25,79 | 7,97  | 2,52 | 1,05 | 2,73 | 0,84 | 477      |
| Góis               | 44,07 | 29,71 | 9,12  | 2,19 | 2,09 | 1,89 | 1,00 | 2 006    |

### Lousã
| Partido                 | Partido                              | Votos  | %               | +/-  |
| ----------------------- | ------------------------------------ | ------ | --------------- | ---- |
|                         | Partido Socialista                   | 3 632  | 44,09 / 100,00  | 5,09 |
|                         | Partido Social Democrata             | 1 845  | 22,40 / 100,00  | -    |
|                         | Bloco de Esquerda                    | 958    | 11,63 / 100,00  | 0,35 |
|                         | CDU - Coligação Democrática Unitária | 333    | 4,04 / 100,00   | 0,86 |
|                         | Pessoas–Animais–Natureza             | 271    | 3,29 / 100,00   | 2,15 |
|                         | CDS – Partido Popular                | 231    | 2,80 / 100,00   | -    |
|                         | Outros (com menos de 1,00%)          | 475    | 5,76 / 100,00   |      |
| Votos Inválidos         | Votos Inválidos                      | 493    | 5,98 / 100,00   | 0,81 |
| Total                   | Total                                | 8 238  | 100,00 / 100,00 |      |
| Eleitorado/Participação | Eleitorado/Participação              | 15 245 | 54,04 / 100,00  | 2,81 |

| Freguesia                      | %     | %     | %     | %    | %    | %    | Votantes |
| Freguesia                      | PS    | PSD   | BE    | CDU  | PAN  | CDS  | Votantes |
| ------------------------------ | ----- | ----- | ----- | ---- | ---- | ---- | -------- |
| Foz de Arouce e Casal de Ermio | 39,12 | 28,25 | 7,14  | 3,90 | 4,55 | 2,76 | 616      |
| Gândaras                       | 49,13 | 22,73 | 7,52  | 3,15 | 2,62 | 2,80 | 572      |
| Lousã e Vilarinho              | 44,00 | 21,69 | 12,68 | 4,31 | 3,25 | 2,73 | 6 216    |
| Serpins                        | 44,96 | 23,14 | 9,95  | 2,76 | 3,12 | 3,36 | 834      |
| Lousã                          | 44,09 | 22,40 | 11,63 | 4,04 | 3,29 | 2,80 | 8 238    |

### Mira
| Partido                 | Partido                              | Votos  | %               | +/-  |
| ----------------------- | ------------------------------------ | ------ | --------------- | ---- |
|                         | Partido Social Democrata             | 2 253  | 37,38 / 100,00  | -    |
|                         | Partido Socialista                   | 2 088  | 34,64 / 100,00  | 4,75 |
|                         | Bloco de Esquerda                    | 475    | 7,88 / 100,00   | 0,42 |
|                         | CDS – Partido Popular                | 230    | 3,82 / 100,00   | -    |
|                         | Pessoas–Animais–Natureza             | 169    | 2,80 / 100,00   | 2,10 |
|                         | CDU - Coligação Democrática Unitária | 108    | 1,79 / 100,00   | 0,72 |
|                         | Reagir Incluir Reciclar              | 64     | 1,06 / 100,00   | Novo |
|                         | Outros (com menos de 1,00%)          | 288    | 4,78 / 100,00   |      |
| Votos Inválidos         | Votos Inválidos                      | 353    | 5,85 / 100,00   | 1,57 |
| Total                   | Total                                | 6 028  | 100,00 / 100,00 |      |
| Eleitorado/Participação | Eleitorado/Participação              | 12 993 | 46,39 / 100,00  | 3,34 |

| Freguesia     | %     | %     | %    | %    | %    | %    | %    | Votantes |
| Freguesia     | PSD   | PS    | BE   | CDS  | PAN  | CDU  | RIR  | Votantes |
| ------------- | ----- | ----- | ---- | ---- | ---- | ---- | ---- | -------- |
| Carapelhos    | 54,86 | 19,16 | 6,56 | 3,94 | 2,10 | 0,52 | 1,31 | 381      |
| Mira          | 37,16 | 34,56 | 8,63 | 3,05 | 2,52 | 1,92 | 1,27 | 3 536    |
| Praia de Mira | 26,15 | 45,13 | 8,02 | 3,37 | 4,15 | 2,51 | 0,36 | 1 396    |
| Seixo         | 51,05 | 22,80 | 4,62 | 8,39 | 1,96 | 0,42 | 1,26 | 715      |
| Mira          | 37,38 | 34,64 | 7,88 | 3,82 | 2,80 | 1,79 | 1,06 | 6 028    |

### Miranda do Corvo
| Partido                 | Partido                              | Votos  | %               | +/-  |
| ----------------------- | ------------------------------------ | ------ | --------------- | ---- |
|                         | Partido Socialista                   | 2 854  | 47,58 / 100,00  | 9,00 |
|                         | Partido Social Democrata             | 1 398  | 23,31 / 100,00  | -    |
|                         | Bloco de Esquerda                    | 606    | 10,10 / 100,00  | 1,35 |
|                         | CDU - Coligação Democrática Unitária | 275    | 4,58 / 100,00   | 1,63 |
|                         | Pessoas–Animais–Natureza             | 172    | 2,87 / 100,00   | 2,18 |
|                         | CDS – Partido Popular                | 141    | 2,35 / 100,00   | -    |
|                         | Outros (com menos de 1,00%)          | 249    | 4,14 / 100,00   |      |
| Votos Inválidos         | Votos Inválidos                      | 303    | 5,05 / 100,00   | 1,02 |
| Total                   | Total                                | 5 998  | 100,00 / 100,00 |      |
| Eleitorado/Participação | Eleitorado/Participação              | 10 934 | 54,86 / 100,00  | 2,84 |

| Freguesia         | %     | %     | %     | %    | %    | %    | Votantes |
| Freguesia         | PS    | PSD   | BE    | CDU  | PAN  | CDS  | Votantes |
| ----------------- | ----- | ----- | ----- | ---- | ---- | ---- | -------- |
| Lamas             | 52,55 | 21,53 | 9,03  | 2,08 | 2,08 | 2,31 | 432      |
| Miranda do Corvo  | 46,32 | 22,86 | 11,10 | 5,62 | 3,55 | 2,02 | 3 469    |
| Semide e Rio Vide | 46,34 | 24,86 | 9,42  | 3,69 | 2,28 | 2,77 | 1 625    |
| Vila Nova         | 56,57 | 22,88 | 6,14  | 2,33 | 0,64 | 3,39 | 472      |
| Miranda do Corvo  | 47,58 | 23,31 | 10,10 | 4,58 | 2,87 | 2,35 | 5 998    |

### Montemor-o-Velho
| Partido                 | Partido                              | Votos  | %               | +/-  |
| ----------------------- | ------------------------------------ | ------ | --------------- | ---- |
|                         | Partido Socialista                   | 4 810  | 42,06 / 100,00  | 3,86 |
|                         | Partido Social Democrata             | 2 674  | 23,38 / 100,00  | -    |
|                         | Bloco de Esquerda                    | 1 297  | 11,34 / 100,00  | 0,58 |
|                         | CDU - Coligação Democrática Unitária | 651    | 5,69 / 100,00   | 2,49 |
|                         | CDS – Partido Popular                | 323    | 2,82 / 100,00   | -    |
|                         | Pessoas–Animais–Natureza             | 254    | 2,22 / 100,00   | 1,33 |
|                         | CHEGA!                               | 172    | 1,50 / 100,00   | Novo |
|                         | Outros (com menos de 1,00%)          | 619    | 5,42 / 100,00   |      |
| Votos Inválidos         | Votos Inválidos                      | 637    | 5,57 / 100,00   | 1,50 |
| Total                   | Total                                | 11 437 | 100,00 / 100,00 |      |
| Eleitorado/Participação | Eleitorado/Participação              | 21 858 | 52,32 / 100,00  | 3,25 |

| Freguesia                                | %     | %     | %     | %     | %    | %    | %    | Votantes |
| Freguesia                                | PS    | PSD   | BE    | CDU   | CDS  | PAN  | CH   | Votantes |
| ---------------------------------------- | ----- | ----- | ----- | ----- | ---- | ---- | ---- | -------- |
| Abrunheira, Verride e Vila Nova da Barca | 52,60 | 16,17 | 10,41 | 8,16  | 1,69 | 0,98 | 1,27 | 711      |
| Arazede                                  | 37,22 | 30,36 | 10,21 | 3,00  | 3,64 | 2,44 | 1,72 | 2 332    |
| Carapinheira                             | 41,04 | 23,65 | 11,39 | 6,09  | 3,97 | 2,65 | 0,53 | 1 133    |
| Ereira                                   | 59,20 | 12,88 | 8,90  | 5,83  | 1,23 | 2,15 | 0,31 | 326      |
| Liceia                                   | 45,90 | 19,06 | 10,66 | 6,15  | 2,05 | 1,02 | 2,66 | 488      |
| Meãs do Campo                            | 44,02 | 28,11 | 9,37  | 3,08  | 3,58 | 1,36 | 1,23 | 811      |
| Montemor-o-Velho e Gatões                | 39,76 | 23,44 | 12,59 | 7,00  | 2,95 | 1,99 | 1,80 | 1 557    |
| Pereira                                  | 41,24 | 19,61 | 15,38 | 6,49  | 2,02 | 2,96 | 1,70 | 1 586    |
| Santo Varão                              | 43,76 | 17,30 | 10,06 | 10,26 | 2,31 | 2,31 | 2,01 | 994      |
| Seixo de Gatões                          | 33,88 | 26,28 | 13,88 | 5,45  | 2,64 | 3,47 | 1,65 | 605      |
| Tentúgal                                 | 46,53 | 23,83 | 8,39  | 3,69  | 2,35 | 1,68 | 0,89 | 894      |
| Montemor-o-Velho                         | 42,06 | 23,38 | 11,34 | 5,69  | 2,82 | 2,22 | 1,50 | 11 437   |

### Oliveira do Hospital
| Partido                 | Partido                              | Votos  | %               | +/-  |
| ----------------------- | ------------------------------------ | ------ | --------------- | ---- |
|                         | Partido Socialista                   | 4 003  | 41,00 / 100,00  | 6,63 |
|                         | Partido Social Democrata             | 3 080  | 31,54 / 100,00  | -    |
|                         | Bloco de Esquerda                    | 781    | 8,00 / 100,00   | 1,83 |
|                         | CDS – Partido Popular                | 423    | 4,33 / 100,00   | -    |
|                         | CDU - Coligação Democrática Unitária | 235    | 2,41 / 100,00   | 0,80 |
|                         | Pessoas–Animais–Natureza             | 195    | 2,00 / 100,00   | 1,29 |
|                         | Outros (com menos de 1,00%)          | 426    | 4,36 / 100,00   |      |
| Votos Inválidos         | Votos Inválidos                      | 621    | 6,36 / 100,00   | 1,81 |
| Total                   | Total                                | 9 764  | 100,00 / 100,00 |      |
| Eleitorado/Participação | Eleitorado/Participação              | 17 829 | 54,76 / 100,00  | 3,58 |

| Freguesia                                   | %     | %     | %     | %    | %    | %    | Votantes |
| Freguesia                                   | PS    | PSD   | BE    | CDS  | CDU  | PAN  | Votantes |
| ------------------------------------------- | ----- | ----- | ----- | ---- | ---- | ---- | -------- |
| Aldeia das Dez                              | 39,10 | 34,21 | 6,39  | 6,77 | 0,75 | 3,01 | 266      |
| Alvoco das Várzeas                          | 57,56 | 20,93 | 9,30  | 1,16 | 3,49 | 1,74 | 172      |
| Avô                                         | 40,89 | 31,98 | 10,53 | 2,83 | 1,21 | 4,45 | 247      |
| Bobadela                                    | 41,01 | 32,49 | 7,89  | 5,05 | 3,79 | 1,89 | 317      |
| Ervedal e Vila Franca da Beira              | 38,95 | 24,01 | 9,22  | 7,00 | 5,25 | 2,23 | 629      |
| Lagares da Beira                            | 50,72 | 23,78 | 5,87  | 3,30 | 2,01 | 1,58 | 698      |
| Lagos da Beira e Lajeosa                    | 49,93 | 28,64 | 7,50  | 0,75 | 1,20 | 1,80 | 667      |
| Lourosa                                     | 41,03 | 28,28 | 11,03 | 4,14 | 1,38 | 0    | 290      |
| Meruge                                      | 47,18 | 27,02 | 5,24  | 1,61 | 6,45 | 2,02 | 248      |
| Nogueira do Cravo                           | 38,96 | 34,76 | 7,95  | 5,90 | 1,61 | 1,70 | 1 119    |
| Oliveira do Hospital e São Paio de Gramaços | 36,71 | 33,51 | 8,99  | 4,83 | 2,95 | 2,20 | 2 814    |
| Penalva de Alva e São Sebastião da Feira    | 49,72 | 26,36 | 8,04  | 2,43 | 0,93 | 2,24 | 535      |
| Santa Ovaia e Vila Pouca da Beira           | 32,45 | 40,38 | 6,49  | 3,61 | 2,16 | 1,44 | 416      |
| São Gião                                    | 40,82 | 28,57 | 8,67  | 6,63 | 2,04 | 1,02 | 196      |
| Seixo da Beira                              | 37,84 | 40,42 | 4,35  | 4,19 | 1,93 | 1,77 | 621      |
| Travanca de Lagos                           | 40,83 | 31,38 | 8,88  | 4,35 | 1,13 | 2,46 | 529      |
| Oliveira do Hospital                        | 41,00 | 31,54 | 8,00  | 4,33 | 2,41 | 2,00 | 9 764    |

### Pampilhosa da Serra
| Partido                 | Partido                              | Votos | %               | +/-  |
| ----------------------- | ------------------------------------ | ----- | --------------- | ---- |
|                         | Partido Socialista                   | 856   | 44,21 / 100,00  | 8,38 |
|                         | Partido Social Democrata             | 671   | 34,66 / 100,00  | -    |
|                         | Bloco de Esquerda                    | 117   | 6,04 / 100,00   | 0,86 |
|                         | CDU - Coligação Democrática Unitária | 64    | 3,31 / 100,00   | 0,22 |
|                         | CDS – Partido Popular                | 51    | 2,63 / 100,00   | -    |
|                         | Pessoas–Animais–Natureza             | 26    | 1,34 / 100,00   | 1,11 |
|                         | Outros (com menos de 1,00%)          | 70    | 3,64 / 100,00   |      |
| Votos Inválidos         | Votos Inválidos                      | 81    | 4,19 / 100,00   | 1,10 |
| Total                   | Total                                | 1 936 | 100,00 / 100,00 |      |
| Eleitorado/Participação | Eleitorado/Participação              | 3 624 | 53,42 / 100,00  | 1,74 |

| Freguesia                | %     | %     | %    | %    | %    | %    | Votantes |
| Freguesia                | PS    | PSD   | BE   | CDU  | CDS  | PAN  | Votantes |
| ------------------------ | ----- | ----- | ---- | ---- | ---- | ---- | -------- |
| Cabril                   | 39,81 | 38,89 | 5,56 | 1,85 | 6,48 | 0,93 | 108      |
| Dornelas do Zêzere       | 57,32 | 26,78 | 6,28 | 2,51 | 1,67 | 0,42 | 239      |
| Fajão - Vidual           | 40,12 | 41,32 | 4,19 | 5,39 | 0    | 1,20 | 167      |
| Janeiro de Baixo         | 46,51 | 34,55 | 8,64 | 2,33 | 1,99 | 0    | 301      |
| Pampilhosa da Serra      | 45,10 | 29,21 | 5,94 | 4,01 | 2,41 | 2,89 | 623      |
| Pessegueiro              | 37,08 | 46,07 | 6,74 | 1,12 | 2,25 | 0    | 89       |
| Portela do Fojo - Machio | 33,66 | 40,98 | 3,41 | 3,90 | 5,85 | 1,46 | 205      |
| Unhais-o-Velho           | 42,16 | 41,67 | 6,37 | 2,94 | 2,45 | 0,49 | 204      |
| Pampilhosa da Serra      | 44,21 | 34,66 | 6,04 | 3,31 | 2,63 | 1,34 | 1 936    |

### Penacova
| Partido                 | Partido                              | Votos  | %               | +/-  |
| ----------------------- | ------------------------------------ | ------ | --------------- | ---- |
|                         | Partido Socialista                   | 3 016  | 42,88 / 100,00  | 8,27 |
|                         | Partido Social Democrata             | 2 261  | 32,14 / 100,00  | -    |
|                         | Bloco de Esquerda                    | 451    | 6,41 / 100,00   | 0,92 |
|                         | CDU - Coligação Democrática Unitária | 327    | 4,65 / 100,00   | 0,94 |
|                         | CDS – Partido Popular                | 204    | 2,90 / 100,00   | -    |
|                         | Pessoas–Animais–Natureza             | 119    | 1,69 / 100,00   | 1,23 |
|                         | Outros (com menos de 1,00%)          | 289    | 4,11 / 100,00   |      |
| Votos Inválidos         | Votos Inválidos                      | 367    | 5,22 / 100,00   | 1,23 |
| Total                   | Total                                | 7 034  | 100,00 / 100,00 |      |
| Eleitorado/Participação | Eleitorado/Participação              | 13 698 | 51,35 / 100,00  | 2,03 |

| Freguesia                                 | %     | %     | %    | %    | %    | %    | Votantes |
| Freguesia                                 | PS    | PSD   | BE   | CDU  | CDS  | PAN  | Votantes |
| ----------------------------------------- | ----- | ----- | ---- | ---- | ---- | ---- | -------- |
| Carvalho                                  | 38,25 | 42,11 | 2,81 | 1,05 | 4,21 | 1,40 | 285      |
| Figueira de Lorvão                        | 47,73 | 32,34 | 5,31 | 2,73 | 2,81 | 1,88 | 1 280    |
| Friúmes e Paradela                        | 40,00 | 40,96 | 2,89 | 2,65 | 2,89 | 1,69 | 415      |
| Lorvão                                    | 40,69 | 28,51 | 8,14 | 7,85 | 3,41 | 1,82 | 1 757    |
| Oliveira do Mondego e Travanca do Mondego | 42,57 | 29,71 | 5,99 | 7,32 | 3,99 | 2,00 | 451      |
| Penacova                                  | 47,66 | 27,22 | 8,62 | 4,01 | 1,43 | 1,56 | 1 473    |
| São Pedro de Alva e São Paio do Mondego   | 34,76 | 38,65 | 5,01 | 3,68 | 3,99 | 1,74 | 978      |
| Sazes do Lorvão                           | 45,82 | 36,20 | 4,30 | 3,04 | 1,52 | 0,76 | 395      |
| Penacova                                  | 42,88 | 32,14 | 6,41 | 4,65 | 2,90 | 1,69 | 7 034    |

### Penela
| Partido                 | Partido                              | Votos | %               | +/-  |
| ----------------------- | ------------------------------------ | ----- | --------------- | ---- |
|                         | Partido Socialista                   | 993   | 38,53 / 100,00  | 9,14 |
|                         | Partido Social Democrata             | 844   | 32,75 / 100,00  | -    |
|                         | Bloco de Esquerda                    | 213   | 8,27 / 100,00   | 1,62 |
|                         | CDS – Partido Popular                | 83    | 3,22 / 100,00   | -    |
|                         | CDU - Coligação Democrática Unitária | 71    | 2,76 / 100,00   | 1,16 |
|                         | Pessoas–Animais–Natureza             | 53    | 2,06 / 100,00   | 1,41 |
|                         | Aliança                              | 34    | 1,32 / 100,00   | Novo |
|                         | CHEGA!                               | 26    | 1,01 / 100,00   | Novo |
|                         | Outros (com menos de 1,00%)          | 101   | 3,93 / 100,00   |      |
| Votos Inválidos         | Votos Inválidos                      | 159   | 6,17 / 100,00   | 0,47 |
| Total                   | Total                                | 2 577 | 100,00 / 100,00 |      |
| Eleitorado/Participação | Eleitorado/Participação              | 4 831 | 53,34 / 100,00  | 3,44 |

| Freguesia                           | %     | %     | %     | %    | %    | %    | %    | %    | Votantes |
| Freguesia                           | PS    | PSD   | BE    | CDS  | CDU  | PAN  | A    | CH   | Votantes |
| ----------------------------------- | ----- | ----- | ----- | ---- | ---- | ---- | ---- | ---- | -------- |
| Cumeeira                            | 35,42 | 40,12 | 5,09  | 3,13 | 1,76 | 1,57 | 0,98 | 0,78 | 511      |
| Espinhal                            | 44,67 | 31,95 | 3,25  | 2,07 | 2,07 | 2,37 | 3,55 | 0,30 | 338      |
| Podentes                            | 32,77 | 23,83 | 17,87 | 2,55 | 3,83 | 2,98 | 1,28 | 2,13 | 235      |
| São Miguel, Santa Eufémia e Rabaçal | 39,12 | 31,82 | 8,98  | 3,62 | 3,08 | 2,01 | 0,94 | 1,07 | 1 493    |
| Penela                              | 38,53 | 32,75 | 8,27  | 3,22 | 2,76 | 2,06 | 1,32 | 1,01 | 2 577    |

### Soure
| Partido                 | Partido                              | Votos  | %               | +/-  |
| ----------------------- | ------------------------------------ | ------ | --------------- | ---- |
|                         | Partido Socialista                   | 4 170  | 47,33 / 100,00  | 5,93 |
|                         | Partido Social Democrata             | 1 706  | 19,36 / 100,00  | -    |
|                         | Bloco de Esquerda                    | 987    | 11,20 / 100,00  | 1,10 |
|                         | CDU - Coligação Democrática Unitária | 487    | 5,53 / 100,00   | 2,09 |
|                         | CDS – Partido Popular                | 217    | 2,46 / 100,00   | -    |
|                         | Pessoas–Animais–Natureza             | 189    | 2,15 / 100,00   | 1,41 |
|                         | CHEGA!                               | 112    | 1,27 / 100,00   | Novo |
|                         | Outros (com menos de 1,00%)          | 435    | 4,93 / 100,00   |      |
| Votos Inválidos         | Votos Inválidos                      | 507    | 5,75 / 100,00   | 1,23 |
| Total                   | Total                                | 8 810  | 100,00 / 100,00 |      |
| Eleitorado/Participação | Eleitorado/Participação              | 16 551 | 53,23 / 100,00  | 2,68 |

| Freguesia              | %     | %     | %     | %     | %    | %    | %    | Votantes |
| Freguesia              | PS    | PSD   | BE    | CDU   | CDS  | PAN  | CH   | Votantes |
| ---------------------- | ----- | ----- | ----- | ----- | ---- | ---- | ---- | -------- |
| Alfarelos              | 45,09 | 13,20 | 16,91 | 11,92 | 1,93 | 1,77 | 1,45 | 621      |
| Degracias e Pombalinho | 39,12 | 35,03 | 6,29  | 2,04  | 3,91 | 1,19 | 0,34 | 588      |
| Figueiró do Campo      | 49,67 | 11,86 | 12,91 | 9,52  | 2,87 | 1,30 | 1,83 | 767      |
| Gesteira e Brunhós     | 51,63 | 16,67 | 10,87 | 5,07  | 2,36 | 2,54 | 0,54 | 552      |
| Granja do Ulmeiro      | 48,36 | 13,33 | 12,97 | 7,52  | 1,45 | 2,55 | 1,82 | 825      |
| Samuel                 | 49,74 | 17,95 | 13,50 | 4,27  | 1,20 | 2,56 | 1,88 | 585      |
| Soure                  | 48,22 | 19,83 | 10,47 | 4,24  | 2,42 | 2,39 | 1,24 | 3 561    |
| Tapéus                 | 33,70 | 37,02 | 6,63  | 3,31  | 3,31 | 2,21 | 1,10 | 181      |
| Vila Nova de Anços     | 47,93 | 19,13 | 11,05 | 8,68  | 0,79 | 1,97 | 1,78 | 507      |
| Vinha da Rainha        | 45,43 | 24,08 | 9,47  | 1,93  | 5,14 | 1,93 | 0,48 | 623      |
| Soure                  | 47,33 | 19,36 | 11,20 | 5,53  | 2,46 | 2,15 | 1,27 | 8 810    |

### Tábua
| Partido                 | Partido                              | Votos  | %               | +/-  |
| ----------------------- | ------------------------------------ | ------ | --------------- | ---- |
|                         | Partido Socialista                   | 2 252  | 41,47 / 100,00  | 6,87 |
|                         | Partido Social Democrata             | 1 672  | 30,79 / 100,00  | -    |
|                         | Bloco de Esquerda                    | 414    | 7,62 / 100,00   | 1,42 |
|                         | CDU - Coligação Democrática Unitária | 228    | 4,20 / 100,00   | 0,60 |
|                         | CDS – Partido Popular                | 216    | 3,98 / 100,00   | -    |
|                         | Pessoas–Animais–Natureza             | 111    | 2,04 / 100,00   | 1,09 |
|                         | Outros (com menos de 1,00%)          | 221    | 4,07 / 100,00   |      |
| Votos Inválidos         | Votos Inválidos                      | 317    | 5,83 / 100,00   | 1,85 |
| Total                   | Total                                | 5 431  | 100,00 / 100,00 |      |
| Eleitorado/Participação | Eleitorado/Participação              | 10 221 | 53,14 / 100,00  | 2,98 |

| Freguesia                         | %     | %     | %     | %    | %    | %    | Votantes |
| Freguesia                         | PS    | PSD   | BE    | CDU  | CDS  | PAN  | Votantes |
| --------------------------------- | ----- | ----- | ----- | ---- | ---- | ---- | -------- |
| Ázere e Covelo                    | 39,84 | 28,76 | 5,28  | 8,18 | 5,54 | 2,11 | 379      |
| Candosa                           | 50,58 | 30,23 | 5,23  | 2,91 | 3,20 | 2,33 | 344      |
| Carapinha                         | 30,10 | 37,86 | 4,37  | 3,40 | 5,83 | 1,46 | 206      |
| Covas e Vila Nova de Oliveirinha  | 42,98 | 27,76 | 8,53  | 4,68 | 5,03 | 2,17 | 598      |
| Espariz e Sinde                   | 48,45 | 27,74 | 8,70  | 2,90 | 3,31 | 0,41 | 483      |
| Midões                            | 45,87 | 30,21 | 6,78  | 4,81 | 2,84 | 1,97 | 811      |
| Mouronho                          | 33,07 | 40,42 | 4,72  | 3,15 | 2,62 | 2,62 | 381      |
| Pinheiro de Coja e Meda de Mouros | 44,53 | 28,91 | 5,86  | 2,73 | 5,86 | 1,17 | 256      |
| Póvoa de Midões                   | 42,70 | 32,58 | 5,99  | 3,37 | 5,99 | 2,25 | 267      |
| São João da Boa Vista             | 55,96 | 17,43 | 10,55 | 2,75 | 0,92 | 4,59 | 218      |
| Tábua                             | 35,35 | 32,46 | 9,88  | 4,37 | 4,03 | 2,15 | 1 488    |
| Tábua                             | 41,47 | 30,79 | 7,62  | 4,20 | 3,98 | 2,04 | 5 431    |

### Vila Nova de Poiares
| Partido                 | Partido                              | Votos | %               | +/-  |
| ----------------------- | ------------------------------------ | ----- | --------------- | ---- |
|                         | Partido Socialista                   | 1 099 | 36,69 / 100,00  | 3,41 |
|                         | Partido Social Democrata             | 956   | 31,92 / 100,00  | -    |
|                         | Bloco de Esquerda                    | 249   | 8,31 / 100,00   | 0,92 |
|                         | CDS – Partido Popular                | 147   | 4,91 / 100,00   | -    |
|                         | CDU - Coligação Democrática Unitária | 109   | 3,64 / 100,00   | 1,26 |
|                         | Pessoas–Animais–Natureza             | 87    | 2,90 / 100,00   | 2,36 |
|                         | Outros (com menos de 1,00%)          | 150   | 4,98 / 100,00   |      |
| Votos Inválidos         | Votos Inválidos                      | 198   | 6,61 / 100,00   | 0,59 |
| Total                   | Total                                | 2 995 | 100,00 / 100,00 |      |
| Eleitorado/Participação | Eleitorado/Participação              | 6 176 | 48,49 / 100,00  | 3,57 |

| Freguesia             | %     | %     | %    | %    | %    | %    | Votantes |
| Freguesia             | PS    | PSD   | BE   | CDS  | CDU  | PAN  | Votantes |
| --------------------- | ----- | ----- | ---- | ---- | ---- | ---- | -------- |
| Arrifana              | 34,45 | 35,46 | 7,90 | 7,06 | 3,19 | 1,51 | 595      |
| Lavegadas             | 35,85 | 37,74 | 6,60 | 6,60 | 4,72 | 2,83 | 106      |
| Poiares (Santo André) | 35,46 | 31,72 | 8,64 | 4,44 | 3,91 | 3,62 | 1 712    |
| São Miguel de Poiares | 42,78 | 27,84 | 8,08 | 3,78 | 3,09 | 2,23 | 582      |
| Vila Nova de Poiares  | 36,69 | 31,92 | 8,31 | 4,91 | 3,64 | 2,90 | 2 995    |